# Ревмокардит
Ревмокардит — основное клиническое проявление ревматизма, относящегося к системным заболеваниям соединительной ткани, при котором патологический процесс локализуется преимущественно в сердце. Ревматизм поражает чаще детей в возрасте 7—15 лет, реже встречается в дошкольном возрасте.
Развитие заболевания связывают с бета-гемолитическим стрептококком группы А, под воздействием которого в организме развиваются аутоиммунные нарушения. Ревматизм протекает в виде приступов, которые обычно развиваются через полторы — две недели после перенесённой острой носоглоточной инфекции.